# 奇霍伊河
奇霍伊河（西班牙語：Río Chixoy）是危地馬拉的河流，屬於薩利納斯河的支流，發源自韋韋特南戈省和基切省的高地，全長約400公里，流域面積1,250平方公里。

## 外部連結
- Map of Guatemala including the river